# 松雪泰子
松雪泰子（日语：／ Matsuyuki Yasuko，1972年11月28日—），日本女演員，佐賀縣鳥栖市出身。

## 經歷
自小家境富裕，父親松雪秀敏是鳥栖瓦斯的社長。泰子就讀於佐賀縣立鳥栖商業高中，在學期間曾組樂團擔任主唱，高中畢業即前往東京，加入演藝界，身高165公分的她在「MEN'S NONO」擔任模特兒。1991年，参演电视连续剧《熱血！新入社員宣言》，正式成为演员。1993年以《白鳥麗子》一劇走紅，隨后又參演了《太陽不西沉》、《怪醫黑傑克SP》和《真夜中的雨》，以及《砂之器》，原著小說《砂之器》中並沒有松雪泰子飾演的「成瀨麻美」這一個角色。
松雪泰子2006年以《扶桑花女孩》的舞蹈老師平山圓香一角，獲「2006年日刊體育電影大獎」最佳女主角獎。2008年，因演出《重金搖滾雙面人》和《嫌疑犯X的獻身》獲日本電影金像獎優秀助演女優獎。
2010年，以電視劇《Mother》獲得第65回日劇學院賞最佳女主角獎。

## 個人生活
松雪泰子有兩個弟弟，大弟為演員高村晃平（本名松雪浩平），小弟為歌手松雪陽（本名松雪陽平）。
1998年，松雪泰子與吉他手Gaku結婚，2001年生下一子。2004年12月離婚，松雪泰子獨自扶養兒子。

## 作品

### 電視劇
- 1991年-熱血新入社員宣言（熱血!新入社員宣言）／TBS／飾 橘小百合
- 1991年-BANANACHIPS LOVE（バナナチップス・ラヴ）／CX／飾 リサ（主演）
- 1992年-少年・愛的關係（ジュニア・愛の関係）／CX／飾 三沢ひまわり
- 1993年-白鳥麗子（白鳥麗子でございます! 第1シリーズ）／CX／飾 白鳥麗子（主演）
- 1993年-白鳥麗子（白鳥麗子でございます! 第2シリーズ）／CX／飾 白鳥麗子（主演）
- 1994年-愛情麻辣燙（每度ゴメんなさぁい）／TBS／飾 澤野櫻（主演）
- 1995年-愛情腦震盪（每度おジャマしまぁす）／TBS／飾 澤野櫻（主演）
- 1995年-雙姝情緣（ベストフレンド）／ytv／飾 青山楓（主演）
- 1996年-勝利女神（勝利の女神）／KTV／飾 津田理子
- 1996年-玻璃碎片（硝子のかけらたち）／TBS／飾 水澤硝子
- 1997年-保健室阿姨（名探偵保健室のオバさん）／EX／飾 遠山櫻子（主演）
- 1997年-理想上司（理想の上司）／TBS／飾 白川万里華
- 1998年-閃亮的人生（きらきらひかる）／CX ／飾 月山紀子
- 1998年-愛不說抱歉（愛ときどき噓）／NTV／飾 白石鮎子（主演）
- 1998年-怕老婆俱樂部（カミさんなんかこわくない）／TBS／飾 小松原須美
- 1998年-你以為你是誰 （なにさまっ!）／TBS／飾 沢木いずみ
- 1999年-非洲夜未眠（アフリカの夜）／CX／飾 相澤有香
- 2000年-太陽不西沉（日语：太陽は沈まない）／CX／飾 桐野節
- 2000年-怪醫黑傑克（ブラックジャック カルテII）／TBS／飾 高野綾子
- 2001年-急診室大醫生（救命病棟24時2）／CX／飾 香阪たまき
- 2001年-忠臣藏（忠臣蔵1/47）／CX／飾 富士見
- 2002年-急診室大醫生新春特別篇（救命病棟24時 新春スペシャル）／CX／飾 香阪たまき
- 2002年-怪談百物語／CX／飾 お雪（主演）
- 2002年-真夜中的雨（真夜中の雨）／TBS／飾 水澤由紀子
- 2003年-我們都是新鮮人（ビギナー）／CX ／飾 森乃望
- 2004年-砂之器（砂の器）／TBS／飾 成瀨あさみ
- 2007年-First Kiss（ファースト・キス）／CX／飾 高木蓮子（33）
- 2007年-法之庭（法の庭）／CX／飾 天海杏子（主演）
- 2010年-Mother／NTV／飾 鈴原奈緒（主演）
- 2010年-完美記者（パーフェクト・リポート　Perfect Report）／CX／飾 蒼山葉（主演）
- 2010年-心之線／NHK／飾 玲子
- 2012年-大河劇平清盛／NHK／飾 藤原得子（美福門院）
- 2013年-TAKE FIVE～我们能盗取爱吗～／TBS／飾 笹原瑠衣
- 2013年-臉（松本清張スペシャル・顔）／CX／飾 小暮涼子（主演）
- 2014年-地之鹽（地の塩）／WOWOW／飾 佐久間里奈
- 2014年-家族狩獵（家族狩り）／TBS／飾 冰崎游子（主演）
- 2015年-上流階級〜富久丸百貨公司外商部〜（上流階級〜富久丸百貨店外商部〜）／CX／飾 美谷珠理
- 2015年-5名Junko（5人のジュンコ）／WOWOW／飾 田邊絢子
- 2016年-Good Partner 無敵律師（グッドパートナー 無敵の弁護士）／EX／飾 夏目佳恵
- 2018年-晨間劇 一半，藍色。（半分、青い。）／NHK／飾 楡野晴
- 2019年-Sign～法醫學者 柚木貴志的事件～／EX／飾 和泉千聖
- 2019年-Miss事故調～天才‧天之教授的調查檔案～（ミス・ジコチョー〜天才・天ノ教授の調査ファイル〜）／NHK／飾 天之真奈子（主演）
- 2022年-邪神的天秤 公安分析班（邪神の天秤 警視庁公安分析班）／WOWOW／飾 冰室沙也香[3]
- 2022年-祈願病歷表～研修醫的解謎診察紀錄～／NTV／飾 立石聰美
- 2023年-黃昏下牽起手／TBS／飾 淺蔥塔子
- 2023年-Pending Train－8時23分，明天和你在一起／TBS／飾 寺崎佳代子
- 2024年-神秘的密子小姐／NTV／飾 今井夏
- 2025年-照子與瑠衣／NHK BS・NHK BS Premium 4K／飾 冬子
- 2025年-最後的鑑定人／CX／飾 尾藤宏香

### 電影
- 1992年 - PATIO（日语：パ★テ★オ） ／松竹 ／飾 水島五月
- 1995年 - 白鳥麗子 ／東映 ／飾 白鳥麗子
- 2000年 - 另一個天堂 ／松竹／飾 笹本美奈
- 2006年 - 生命奇蹟小狐狸（子ぎつねヘレン） ／松竹 ／飾 大河原律子
- 2006年 - 扶桑花女孩（フラガール） ／シネカノン ／飾 平山まどか
- 2007年 - 子宮的記憶（日语：子宮の記憶 ここにあなたがいる） ／トルネード・フィルム ／飾 櫻井愛子
- 2007年 - 日本鎖國（ベクシル2077日本鎖国） ／松竹 ／飾 マリア（配音演出）
- 2008年 - 重金屬搖滾雙面人（デトロイト・メタル・シティ） ／東宝 ／飾 デスレコーズ社長
- 2008年 - 嫌疑犯X的獻身（容疑者Xの献身） ／東宝 ／飾 花岡靖子
- 2009年 - 余命 ／SDP ／飾 百田 滴
- 2009年 - 微笑警官（日语：笑う警官） ／東映 ／飾 小島百合
- 2009年 - 結婚欺詐師（日语：クヒオ大佐） ／ショウゲート ／飾 永野しのぶ
- 2009年 - 不沉的太陽（沈まぬ太陽） ／東宝 ／飾 三井美樹
- 2010年 - 陽光燦燦：大海珊瑚和小小奇跡（日语：てぃだかんかん〜海とサンゴと小さな奇跡〜） ／ショウゲート ／飾 金城由莉
- 2011年 - 走私者 搬運你的未來（日语：スマグラー#映画） ／ワーナー・ブラザース映画 ／飾 山岡有紀
- 2012年 - 魚乾女又怎樣：羅馬假期 ／東宝 ／飾 冴木莉央
- 2013年 - 腦男（日语：脳男）（The Brain Man） ／飾 鷲谷真梨子
- 2013年 - 自閉天才ATARU ／飾 星秋穗
- 2016年 - 盜愛之家 ／飾 森山皐月
- 2017年 - 古都 ／飾 佐田千重子、中田苗子（一人分飾兩角）
- 2017年 - 鋼之鍊金術師 ／飾 拉斯多
- 2020年 - 用甜酒漱口（My Sweet Grappa Remedies） ／飾 川嶋佳子

## 外部連結
- Yasuko Matsuyuki Official Website （页面存档备份，存于）
- 星塵傳播藝能1部 - 松雪泰子官方個人介紹 （页面存档备份，存于）
- 松雪泰子的X（前Twitter）
- 松雪泰子的Instagram帳戶